# Alnguei
L'Alnguei (en rus: Алнгей) és un estratovolcà que està situat a la serralada Sredinni, a la península de Kamtxatka, Rússia. El seu cim s'eleva fins als 1.822 msnm. No se li coneixen erupcions en temps històrics.